# Pyrausta antisocialis
Pyrausta antisocialis là một loài bướm đêm trong họ Crambidae.